# مارکو سیمون پوچونی
مارکو سیمون پوچونی (ایتالیایی: Marco Simon Puccioni؛ زادهٔ ۱ ژانویهٔ ۱۹۶۳) کارگردان فیلم، تهیه‌کننده فیلم، و فیلم‌نامه‌نویس اهل ایتالیا است. وی دانش‌آموختهٔ دانشگاه ساپینزای رم و مؤسسه هنرهای کالیفرنیا است و از سال ۱۹۹۱ میلادی تاکنون مشغول فعالیت بوده است.
از فیلم‌هایی که وی در آن‌ها نقش داشته است، می‌توان به ریسمان نامرئی اشاره نمود.